# Anomius hamricola
Anomius hamricola är en skalbaggsart som beskrevs av Clement 1928. Anomius hamricola ingår i släktet Anomius och familjen Aphodiidae. Inga underarter finns listade i Catalogue of Life.